# Wiley-VCH
Wiley-VCH es una empresa editorial alemana, con sede en Weinheim, que edita textos científicos en diferentes áreas de las ciencias naturales, la ingeniería y la economía. Sus publicaciones periódicas son coeditadas junto a diversas sociedades científicas y van dirigidas a la comunidad científica: investigadores, profesionales y estudiantes de todo el mundo. La difusión de información sobre ciencia, tecnología y economía adopta diversas formas, como libros, revistas científicas, bases de datos, publicaciones y servicios en línea. La facturación en 2010 ascendió aproximadamente a 100,2 millones de euros.

## Historia
Desde su fundación en 1921, como Verlag Chemie (editorial de química), por diversas sociedades químicas que más tarde se convirtieron en la Gesellschaft Deutscher Chemiker (GDCh, sociedad de químicos alemanes). En 1985, la editorial pasó a llamarse VCH Verlagsgesellschaft (VCH Editores). Wiley-VCH se dedica a la edición de publicaciones científicas sobre química, ciencia de los materiales, física, tecnología, medicina y ciencias biológicas. Desde 1996, Wiley-VCH es parte del grupo editorial mundial John Wiley & Sons, Inc., con sede en Hoboken, Nueva Jersey, EE. UU. Su actividad principal se centra en la enseñanza, la investigación académica y el desarrollo industrial. Desde el año 2001 edita un programa de edición de libros especializado en la economía alemana y, desde 2005, edita la versión alemana de la serie de libros "For Dummies" (alemán: Für Dummies).
En el mismo grupo editorial se integran también las empresas Ernst & Sohn (Ingeniería Civil y Arquitectura) de Berlín, GIT Verlag de Darmstadt y la editora de la revista Helvetica Chimica Acta, de Zúrich.

## Publicaciones
Wiley-VCH se dedica a la edición de publicaciones científicas sobre química, ciencia de los materiales, física, tecnología, medicina y ciencias biológicas. Junto a las otras sociedades editoras del grupo, editan las siguientes revistas, en inglés y alemán:
1. Acta Biotechnologica
2. Acta hydrochimica et hydrobiologica
3. Advanced Biomaterials
4. Advanced Energy Materials
5. Advanced Engineering Materials
6. Advanced Functional Materials
7. Advanced Healthcare Materials
8. Advanced Materials
9. Advanced Synthesis & Catalysis
10. Angewandte Chemie
11. Angewandte Chemie International Edition
12. Annalen der Physik
13. Annali di Chimica
14. Archiv der Pharmazie
15. Astronomische Nachrichten
16. Bauphysik
17. Bauregelliste A, Bauregelliste B und Liste C
18. Bautechnik
19. Berichte zur Wissenschaftsgeschichte
20. Beton- und Stahlbetonbau
21. BioEssays
22. BIOforum
23. BIOforum EUROPE
24. Biologie in unserer Zeit
25. Biometrical Journal
26. BIOTECHNOLOGY JOURNAL
27. CHEManager
28. CHEManager Europe
29. ChemBioChem
30. ChemCatChem
31. Chemical Engineering & Technology
32. Chemical Vapor Deposition
33. Chemie in unserer Zeit
34. Chemie Ingenieur Technik
35. ChemInform
36. Chemistry & Biodiversity
37. Chemistry - A European Journal
38. Chemistry - An Asian Journal
39. ChemistryOpen
40. CHEMKON
41. ChemMedChem
42. ChemPhysChem
43. ChemPlusChem
44. ChemSusChem
45. Chinese Journal of Chemistry
46. CITplus
47. CLEAN
48. Contributions to Plasma Physics
49. Crystal Research and Technology
50. Deutsche Entomologische Zeitschrift
51. DIBt Mitteilungen
52. Electroanalysis
53. ELECTROPHORESIS
54. EMBO Molecular Medicine
55. Engineering in Life Sciences
56. European Journal of Immunology
57. European Journal of Inorganic Chemistry
58. European Journal of Lipid Science and Technology
59. European Journal of Organic Chemistry
60. Feddes Repertorium
61. FOOD/NAHRUNG
62. Forschung
63. Fortschritte der Physik
64. Fossil Record
65. Fuel Cells
66. G.I.T. Laboratory Journal Europe
67. GAMM-Mitteilungen
68. Gene Function & Disease
69. Geomechanics and Tunnelling
70. Geotechnik
71. German research
72. GIT Labor-Fachzeitschrift
73. GIT Security + Management
74. GIT Sicherheit + Management
75. Helvetica Chimica Acta
76. Human_ontogenetics
77. Imaging & Microscopy
78. INSPECT
79. International Review of Hydrobiology
80. Israel Journal of Chemistry
81. Journal of Basic Microbiology
82. Journal of Biophotonics
83. Journal of Plant Nutrition and Soil Science
84. Journal of Separation Science
85. Journal of the Chinese Chemical Society
86. Laser & Photonics Reviews
87. Laser Physics Letters
88. Laser Technik Journal
89. Lebensmittelchemie
90. Lipid Technology
91. LVT
92. Macromolecular Bioscience
93. Macromolecular Chemistry and Physics
94. Macromolecular Materials and Engineering
95. Macromolecular Rapid Communications
96. Macromolecular Reaction Engineering
97. Macromolecular Symposia
98. Macromolecular Theory and Simulations
99. Management & Krankenhaus
100. Materials and Corrosion
101. Materialwissenschaft und Werkstofftechnik
102. Mathematische Nachrichten
103. Mauerwerk
104. medAmbiente
105. messtec drives Automation
106. Mitteilungen aus dem Museum für Naturkunde in Berlin - Deutsche Entomologische Zeitschrift
107. Mitteilungen aus dem Museum für Naturkunde in Berlin - Geowissenschaftliche Reihe
108. Mitteilungen aus dem Museum für Naturkunde in Berlin - Zoologische Reihe
109. MLQ - Mathematical Logic Quarterly
110. Molecular Informatics
111. Molecular Nutrition & Food Research
112. NAHRUNG/FOOD
113. Optik & Photonik
114. PÜZ - Verzeichnis der Prüf-, Überwachungs- und Zertifizierungsstellen nach den Landesbauordnungen
115. PAMM
116. Particle & Particle Systems Characterization
117. Pharmazie in unserer Zeit
118. physica status solidi (a) - applications and materials science
119. physica status solidi (b) - basic solid state physics
120. physica status solidi (c) - current topics in solid state physics
121. physica status solidi RRL - Rapid Research Letters
122. Physik in unserer Zeit
123. Physik Journal
124. Plasma Processes and Polymers
125. Propellants, Explosives, Pyrotechnics
126. PROTEOMICS
127. PROTEOMICS - Clinical Applications
128. QSAR & Combinatorial Science
129. ReinRaum Technik
130. Sensors Update
131. Signal Transduction
132. Single Molecules
133. Small
134. Stahlbau
135. Starch/Stärke
136. Steel Construction
137. Steel Research International
138. Structural Concrete
139. The Chemical Record
140. UnternehmerBrief Bauwirtschaft
141. Vakuum in Forschung und Praxis
142. Vom Wasser
143. wörkshop
144. ZAAC - Zeitschrift für anorganische und allgemeine Chemie
145. ZAMM
146. Zoosystematics and Evolution